# Crotalaria hemsleyi
Crotalaria hemsleyi är en ärtväxtart som beskrevs av Milne-redh.. Crotalaria hemsleyi ingår i släktet sunnhampor, och familjen ärtväxter. Inga underarter finns listade i Catalogue of Life.